# 58498 Octaviopaz
58498 Octaviopaz este o planetă minoră (asteroid) din centura de asteroizi. A fost descoperită pe 2 noiembrie 1996 la Colleverde⁠(d) de Vincenzo Silvano Casulli⁠(d). 
Obiectul prezintă o orbită caracterizată de o semiaxă mare de 2,7323485282505 UAi, o excentricitate de 0,07, o înclinație de 3,9 ° în raport cu ecliptica.